# Joe l'implacabile
Joe l'implacabile  (Dynamite Joe) è un film western del 1967 diretto da Antonio Margheriti con il suo consueto pseudonimo di Anthony M. Dawson.

## Trama
Con lo scopo di porre un freno alle numerose trappole preparate ai trasportatori d'oro, la banca nazionale che stanno diventando una vera e propria minaccia per le finanze del governo americano, l'agente Joe Ford riceve l'incarico di scortare un ingente carico d'oro.